# Benjamin King (actor)
Benjamin Kay King (8 de noviembre de 1971) es un actor estadounidense, nacido en Los Ángeles, California, Estados Unidos. Inició su carrera en el año 1991, con Saved by the Bell, como Craig. Es conocido por interpretar a Pete Rooney en Liv y Maddie. Desde 1993 está casado con Erica Yeal.

## Películas
- A Short History of Decay (2013) - Jack Fisher
- S.W.A.T. (2003)
- A Little Inside (1999) - Ed Mills
- Lethal Weapon 4 (1998) - Detective
- Hollywood Safari (1997) - Rookie McLean

## Televisión
- Liv y Maddie (2013-2015) - Pete Rooney
- Grey's Anatomy (2013) - Dalton Marks
- Eva (2013) - Ken
- Psych (2009) - Detective Drimmer
- CSI: Crime Scene Investigation (2008) - Stewart Lytle
- Las Vegas (2008)
- Side Order of Life(2007)
- The Wedding Bells (2007)
- Scrubs (2007) -Dr. Miloš Radovichovniciviszik
- Reba (2006)
- CSI: Miami (2006) - Russell Miller
- Six Feet Under (2004) - Greg
- Judging Amy (2002)
- Party of Five (2000) - Mark
- JAG (1998) - Dr. Sanders
- ER (1997) - Cosi
- Saved by the Bell (1991) - Craig